# IBM東京基礎研究所
 IBM東京基礎研究所（アイビーエムとうきょうきそけんきゅうじょ、英語:IBM Research - Tokyo）は、IBMの世界で12か所ある主な基礎研究所の一つ。2009年まではIBM Tokyo Research Laboratory（TRL）と呼ばれていた。 IBM研究部門（IBM Research）の支部で約200名の研究者が在籍している。
Japan Science Institute (JSI) として1982年に東京都千代田区三番町に設立され、1986年にIBM Tokyo Research Laboratory と改称された。1992年に神奈川県大和市に移転し、2012年に東京都江東区豊洲に移転した。2015年に東京都中央区日本橋箱崎町にある日本IBM本社内に移転した。

## 歴史
IBM東京基礎研究所は1982年にJapan Science Institute (JSI) として東京都千代田区三番町に設立された、IBMのアジア最初の研究所。
初代所長には小林久志が就任し、1982年から1986年まで務めた。
1986年にJSIはIBM東京基礎研究所（TRL）と名称変更された。 1988年にはTRLは英語-日本語機械翻訳システム「System for Human-Assisted Language Translation」（SHALT）を開発した。SHALTはIBMのマニュアルの翻訳に使用された。
1992年にTRLは都心から神奈川県大和市にあるIBM大和事業所内に移転した。
1993年に連続コヒーレント紫外線生成の世界記録を樹立した。 1996年には、Java JITコンパイラが開発され、IBMの主なプラットフォームでリリースされた。 その他、多く技術的ブレイクスルーがTRLで実現された。
2009年にIBMフェロー（IBM Fellow）に就任した浅川智恵子が率いるチームは、視覚障害者のためのソフトウェア技術である、1997年にIBMホームページリーダーを、2007年にIBM aiBrowserを提供した。
2012年にTRLはIBM豊洲事業所に移転し、さらに2015年にIBM本社事業所に移転した。

## 研究
TRLの研究者は科学や工学におけるブレークスルーに貢献している。 TRLの研究者は数多くの論文を国際会議や国際ジャーナルで論文を発表している。 IBMの製品やサービスにも貢献し、特許出願している。 TRLの研究分野は、マイクロデバイス、 システムソフトウェア、 コンピュータセキュリティ、プライバシー、解析、最適化、 ヒューマンマシンインターフェース、 組み込みシステム、サービス科学を含む。

## その他の活動
TRLは、日本の大学と協力して研究プログラムを支援している。 日本IBMはサーバ、ストレージシステムなどを、Shared University Research（SUR）プログラムの元に日本の大学に寄贈している。
1987年には、日本の大学や研究機関で働く45歳以下の優秀な研究者を表彰するために、日本IBM科学賞が創立された。物理学, 化学, コンピュータ科学、電子工学の各分野を対象とした。

## 出身者
初代所長の小林久志をはじめとして、出身者の多くが大学教員として転出し、特に日本の大学教育の一翼を担った。